# Kultusz (társadalom)
A kultusz nagy figyelemmel, odaadással végzett tevékenység; gondosan végzett kedvtelés, szenvedélyes időtöltés. A hétköznapi életben a kultusz szót sokszor a divat szó jelentésével azonos értelemben használjuk.
A kultusz- mint előtag: egyházakkal kapcsolatos (intézmény, minisztérium, ügy), amely az állam és az egyházak, vallási közösségek hivatalos viszonyát tartotta fenn, hivatalos ügyeit intézte, illetve az ilyen államigazgatási intézményekben dolgozó (miniszter, személy). 
A kult- szótővel rokon szó a kultúra, a kultikus (például tárgy vagy személy jelzője) és a kultivál (’megművel; szeret, örömét leli benne’) jelentésű ige. A társadalom többsége által nem vallott hiedelmeket és célokat valló, főleg vallásos érzelmű embercsoportot is jelent. Marginális helyét az okozza, hogy vagy új hitrendszert, vagy olyan idioszinkretikus gyakorlatot követ, amelyet a környező kultúra nem fogad el a fő vonulatba tartozónak.[forrás?]

## Az ember életében
Popper Péter sajátos gondolkodású és eklektikus szemléletű pszichológus azt állítja, hogy [forrás?]
A kultusz az ókorban lehetővé tette, hogy az emberek a rend keretében megéljék az emberi élet teljes élményvilágát, mégpedig úgy, hogy emiatt nem lett belőlük társadalmon kívüli marginális lény. Nem maradtak „úgy”. A renden belül a kultusz megőrizte lelki egyensúlyukat, és ezért visszatérhettek a „rendes” életbe.
Így történt például az ókori görögség dionüszoszi misztériumaiban. Ennek volt egy záró aktusa, amely elképesztő szélsőségek élményvilágát nyújtotta. A résztvevők mítoszokat éltek újra mindenki részvételével, azután belevetették magukat a szélsőségességbe: a nemi orgiába, a mámorokba, még a rituális gyilkolásba is. A bosszú, a sors, az eksztázis nevében – droggal, alkohollal vagy anélkül. A dionüszoszi misztériumokban az élet minden szélsőséges helyzetét meg lehetett élni – és meg is élték őket.
Később, a zsidó-keresztény etikának az lett a nagy újítása és változása a pogány erkölcstanokkal szemben, hogy letiltja az élet teljességének efféle megélését. Azt mondja: vannak olyan élmények és tevékenységek, amelyek tiltottak, nem szabad megélned őket, mert az bűn! Ezeket el kell fojtanod! Ha ezek felszínre jönnek benned, tudnod kell, hogy a Sátán kísért!
A modern világ vagy kriminalizálja, bűnné teszi, vagy patologizálja, betegséggé nyilvánítja a túlságosan szélsőséges élmények megélését. Azt mondja, hogy kóros személyiség az, aki ilyen élményeket meg tud vagy meg akar élni. Aki mégis megéli őket, az vagy bűnöző lesz, vagy szenvedélybeteg. Ha egyszer átlépte a határokat, nehéz visszatérnie, mert nem kultuszon belül élte meg a dolgot, hanem illegálisan. A kultusz törvényesítette és időtartamában korlátok közé szorította ezeket az élményeket, és ezért megtartotta az embert.
Thomas Mann a kultusz megtartó ereje helyett a polgári létforma megtartó erejére hivatkozik, amikor azt tanácsolja, hogy az élet teljességét kell élnünk, de a nyárspolgár álarcában.
Szerinte tehát az élet akkor teljes, ha abban egyaránt helyet kap az alkotás és a gyilkolás, a szokásos szerelem és a perverzió stb. Ezeket ő úgy választja szét, hogy a nem normális a kultikus esemény része, míg a normális a megszokott és extázis nélküli mindennapok, a kordában tartott érzelmi és morális töltetű része. Egyben egyenlőséget tesz maga a cselekedet és az annak végrehajtása során megélt élmény között, mintha a cselekedet legfőbb célja az általa szerezhető élmény lenne (l. hedonizmus).